# L'Amuse-gueule
Pour le film du même nom, voir À gauche en sortant de l'ascenseur.
L'Amuse-gueule est une pièce de théâtre de Gérard Lauzier créée au théâtre du Palais-Royal le 9 septembre 1986.
Elle a été adaptée au cinéma par Lauzier lui-même en 1988 sous le titre À gauche en sortant de l'ascenseur et réalisée par Édouard Molinaro.

## Distribution de la création
- Daniel Auteuil : Yan Ducoudray
- Véronique Genest : Eva Dulac
- Philippe Khorsand : Boris Mikaïloff
- Yolande Folliot : Florence Arnaud
- Xavier Saint-Macary
- Gérard Hérold
- Patrice Melennec
- Patricia Malvoisin
- Jean-Pierre Clami
- Cyliane Guy

Mise en scène : Pierre Mondy
Scénographie: Jacques Marillier
Costumes: Chanel,	Christian Dior
Lumières: André Benyeta

## Autres productions
- 2014 : (sous le titre À gauche en sortant de l'ascenseur) théâtre Saint-Georges, puis au théâtre des Bouffes-Parisiens, mise en scène d'Arthur Jugnot, avec Stéphane Plaza, Boris Soulages, Caroline Burgues, Philippe Dusseau, Stéphane Godin, Yannik Mazzilli, Sébastien Pierre, Laëtitia Laburthe-Torla et Flavie Péant.